# Blommersia blommersae
Espèce
Synonymes
- Gephyromantis blommersae Guibé, 1975
- Mantidactylus blommersae (Guibé, 1975)

Statut de conservation UICN

 LC  : Préoccupation mineure
Blommersia blommersae est une espèce d'amphibiens de la famille des Mantellidae.

## Répartition

Aire de répartition de Blommersia blommersae.

Cette espèce est endémique de Madagascar. Elle se rencontre de 800 à 1 200 m d'altitude dans le centre-Est de l'île, depuis la commune d'Andasibe jusqu'au parc national de Ranomafana,.

## Description
Mantidactylus blommersae mesure entre 19 et 20 mm.

## Étymologie
Cette espèce est nommée en l'honneur de Rose Marie Antoinette Blommers-Schlösser.

## Publication originale
- Guibé, 1975 : Batraciens nouveaux de Madagascar. Bulletin du Museum National d'Histoire Naturelle, sér. 3, Zoologie, vol. 323, p. 1081-1089 (texte intégral).